# Schiltach und Kaltbrunner Tal
Das FFH-Gebiet Schiltach und Kaltbrunner Tal in Baden-Württemberg wurde 2005 durch das Regierungspräsidium Freiburg angemeldet. Mit Verordnung des Regierungspräsidiums Freiburg zur Festlegung der Gebiete von gemeinschaftlicher Bedeutung vom 25. Oktober 2018 (in Kraft getreten am 11. Januar 2019), wurde das Schutzgebiet ausgewiesen. 

## Lage
Das 1162,4 Hektar große Schutzgebiet Schiltach und Kaltbrunner Tal liegt in den Naturräumen Mittlerer Schwarzwald. Es liegt vollständig im Landkreis Rottweil mit den Gemeinden Aichhalden, Hardt, Schenkenzell, Schiltach und Schramberg.

## Schutzzweck

### Lebensraumtypen
Folgende Lebensraumtypen nach Anhang I der FFH-Richtlinie kommen im Gebiet vor:
| EU Code | * | Lebensraumtyp (offizielle Bezeichnung)                                                                          | Kurzbezeichnung                              |
| ------- | - | --- | -------------------------------------------- |
| 3150    |   | Natürliche eutrophe Seen mit einer Vegetation des Magnopotamions oder Hydrocharitions                           | Natürliche, nährstoffreiche Seen             |
| 3260    |   | Flüsse der planaren bis montanen Stufe mit Vegetation des Ranunculion fluitantis und des Callitricho-Batrachion | Fließgewässer mit flutender Wasservegetation |
| 4030    |   | Trockene europäische Heiden                                                                                     | Trockene Heiden                              |
| 6110    |   | Lückige basophile oder Kalk-Pionierrasen (Alysso-Sedion albi)                                                   | Kalk-Pionierrasen                            |
| 6210    |   | Naturnahe Kalktrockenrasen und deren Verbuschungsstadien (Festuco-Brometalia)                                   | Kalk-Pionierrasen                            |
| 6230    | * | Artenreiche montane Borstgrasrasen (und submontan auf dem europäischen Festland) auf Silikatböden               | Artenreiche Borstgrasrasen                   |
| 6430    |   | Feuchte Hochstaudenfluren der planaren und montanen bis alpinen Stufe                                           | Feuchte Hochstaudenfluren                    |
| 6510    |   | Magere Flachland-Mähwiesen (Alopecurus pratensis, Sanguisorba officinalis)                                      | Magere Flachland-Mähwiesen                   |
| 6520    |   | Berg-Mähwiesen                                                                                                  | Berg-Mähwiesen                               |
| 8150    |   | Kieselhaltige Schutthalden der Berglagen Mitteleuropas                                                          | Silikatschutthalden                          |
| 8210    |   | Kalkfelsen mit Felsspaltenvegetation                                                                            | Kalkfelsen mit Felsspaltenvegetation         |
| 8220    |   | Silikatfelsen mit Felsspaltenvegetation                                                                         | Silikatfelsen mit Felsspaltenvegetation      |
| 8230    |   | Silikatfelsen mit Pioniervegetation des Sedo-Scleranthion oder des Sedo albi-Veronicion dillenii                | Pionierrasen auf Silikatfelskuppen           |
| 9180    |   | Schlucht- und Hangmischwälder Tilio-Acerion                                                                     | Schlucht- und Hangmischwälder                |
| 91E0    | * | Auen-Wälder mit Alnus glutinosa und Fraxinus excelsior (Alno-Padion, Alnion incanae, Salicion albae)            | Auenwälder mit Erle, Esche, Weide            |
| 9410    |   | Montane bis alpine bodensaure Fichtenwälder (Vaccinio-Piceetea)                                                 | Bodensaure Nadelwälder                       |

### Arteninventar
Folgende Arten von gemeinschaftlichem Interesse kommen im Gebiet vor:
| Bild                | EU Code | * | Art                 | wissenschaftlicher Name | Artengruppe           |
| ------------------- | ------- | - | ------------------- | ----------------------- | --------------------- |
| Bachneunauge        | 1096    |   | Bachneunauge        | Lampetra planeri        | Fische und Rundmäuler |
| Groppe              | 1163    |   | Groppe              | Cottus gobio            | Fische und Rundmäuler |
| Kammmolch           | 1166    |   | Kammmolch           | Triturus cristatus      | Amphibien             |
| Wimperfledermaus    | 1321    |   | Wimperfledermaus    | Myotis emarginatus      | Säugetiere            |
| Bechsteinfledermaus | 1323    |   | Bechsteinfledermaus | Myotis bechsteinii      | Säugetiere            |
| Großes Mausohr      | 1324    |   | Großes Mausohr      | Myotis myotis           | Säugetiere            |
| Grünes Koboldmoos   | 1386    |   | Grünes Koboldmoos   | Buxbaumia viridis       | Moose                 |
|                     | 1387    |   | Rogers Goldhaarmoos | Orthotrichum rogeri     | Moose                 |